# 克里斯托夫·莱特尔
克里斯托夫·莱特尔（Christoph Leitl；1949年3月29日—），奧地利政治人物，曾任奧地利聯邦工商總會會長，即部長級的政治家。奧地利經濟由經濟部及聯邦工商總會共同代表，經濟部負責國內外政策協調，工商總會則是經濟體系內各種組織的總代表。
克里斯托夫·莱特尔於1973年畢業於位於林茲的約翰尼斯喀普勒大學社會與經濟學之後，1977年至1990年擔任其家族企業 Bauhuette Leitl-Werke的總經理。1990年-2000年擔任上奧地利州議會議員及上奧地利州經濟廳廳長（一般地區或者省政府部長）。1995-2000年為該州副州長。
2000年莱特尔繼任Leopold Maderthaner 之後，當選奧地利工商總會會長。2005年至2009年曾經擔任歐洲人民黨（European People's Party）歐洲中小企業經貿組織主席（SME UNION）。